# Catenanuova
Catenanuova település Olaszországban, Szicília régióban, Enna megyében. Lakosainak száma 4473 fő (2023. január 1.). Catenanuova Centuripe, Regalbuto, Agira, Castel di Iudica és Paternò községekkel határos.

## Népesség
A település lakossága az elmúlt években az alábbi módon változott:
| Lakosok száma | 4898 | 4798 | 4757 | 4473 |
|               | 2001 | 2017 | 2018 | 2023 |